# John C. Fleming
Pour les articles homonymes, voir John Fleming.
John Calvin Fleming, Jr., né le 5 juillet 1951 à Meridian (Mississippi), est un homme politique américain, élu républicain du Louisiane à la Chambre des représentants des États-Unis depuis 2009.

## Biographie
John Fleming est originaire de Meridian dans le Mississippi. Il étudie la médecine à l'université du Mississippi, où il obtient un master en 1976. Il devient médecin. De 1996 à 2000, il est coroner à la paroisse de Webster.
En 2008, il se présente à la Chambre des représentants des États-Unis dans le 4e district de Louisiane. Il arrive en tête du premier tour (jungle primary) avec 48,1 % des suffrages, devant le démocrate Paul Carmouche (47,7 %). Il bat Carmouche au second tour de seulement 350 voix. Il est réélu au premier tour en 2010 (62,3 % des voix), en 2012 (75,3 %) et 2014 (73,4 %).
Lors des élections de 2016, il est candidat au Sénat des États-Unis pour succéder au républicain David Vitter. Avec 10,5 % des voix, il finit cinquième de l'élection, devancé par deux candidats républicains et deux candidats démocrates.

### Articles annexes
- Liste des représentants de Louisiane